# Maghnus mac Aodha Duibh Ó Domhnaill
Maghnus mac Aodha Duibh Ó Domhnaill (anglais: Manus O'Donnell)  mort le 9 février 1563 , 19e O'Donnell ou Ua Domhnaill du  clan, et roi de  Tyrconnell en Irlande de 1537 à sa déposition en 1555.

## Premières années
Maghnus est le fils aîné de Aodh Dubh mac Aodha Ruaidh Ó Domhnaill ,
Son père Aodh Dubh (en anglais: Hugh Dubh, (prononciation en irlandais : Hugh Doo) est roi Rí (roi) des Ó Domhnaill (anglais O'Donnell) pendant une des pires et plus longues périodes de faides entre son clan et celui des O'Neill, qui en 1491 commencent une guerre qui ne durera pas moins de 10 années. vers 1511, il laisse à son fils Maghnus encore très jeune la charge de diriger le Tyrconnell, pendant qu'il effectue un pèlerinage à Rome. Lorsqu'il revient, via l'Angleterre où il est armé chevalier par le roi Henri VIII) sa santé est fragilisé après deux années d’absence; Son fils  Maghnus, qui a fait ses preuves de dirigeant compétent en défendant ses domaines contre les  O'Neill, continue d'exercer l’autorité de la chefferie. Sir Hugh Dubh O'Donnell, comme il se fait désormais dénommer fait appel à l'aide des Maguire contre son fils, Maghnus noue une  alliance avec les O'Neill, qui en profitent pour établir leur suzeraineté sur le Tyrconnell. En 1522 les deux grands clans du nord de l'Irlande sont de nouveau en guerre.
Conn O'Neill, An Ó Néill qui sera créé 1er comte de  Tyrone en 1542), est déterminé à imposer sa suzeraineté aux  O'Donnell. Allié au  Munster et au Connacht, et assisté d'un contingent anglais et par les MacDonnells d'Antrim, O'Neill s'empare  du château de Ballyshannon, et après avoir dévasté une grande partie du  Tyrconnell il campe à Knockavoe, près de Strabane. C'est là qu'il est surpris par Sir Aodh Dubh et Maghnus O'Donnell réconciliés, et mis en déroute en perdant 900 hommes et une grande quantité de son butin, lors de la  Bataille de Knockdoe (en). Bien qu'il s'agisse d'un des plus sanglants combats ente les O'Neill et les O'Donnell, ce n'est pas la fin de la guerre; et en 1531 O'Donnell fait appel à la protection de la  Seigneurie d'Irlande et à cette occasion fait officiellement allégeance au roi  Henri VIII.

## La ligue Geraldine
En février 1537, Thomas FizGerald le 10e comte de Kildare (mieux connu dans l'historiographie par son surnom de Silken Thomas) et cinq de ses oncles sont exécutés à Tyburn pour avoir mené la rébellion dans le Leinster. Après leurs exécutions l'Angleterre met en œuvre de grands efforts pour  capturer Gerald FitzGeradl, le nouveau chef de la maison des  FitzGerald et le prétendant au titre de Comte de Kildare, un jeune garçon de 12 ans qui est confié secrètement à la garde de sa tante Lady Éleénore McCarthy.
Lady Éléonore, afin de s'assurer un puissant protecteur pour le jeune garçon, accepte une proposition de mariage avec  Manus O'Donne, qui à la mort de son père en juillet 1537 est élu  « Le O'Donnell ». Conn O'Neill (futur comte de Tyrone) est un parent du jeune seigneur de  Kildare, et ces liens sont à l'origine de la formation d'une brève ligue Geraldine, une fédération qui comprend les O'Neills les O'Donnell, les O'Brien du Thomond, et d'autres puissants clans; dont le premier objectif est la restauration du jeune  Lord Kildare dans ses domaines titres et propriétés, mais qui visait ensuite le renversement complet de la domination anglaise en Irlande.

## Chef des O'Donnell
En août 1539, O'Donnell et Conn O'Neill sont lourdement défaits par le  Lord Deputy d'Irlande près du lac Bellahoe, dans le Comté de Monaghan, ce qui paralyse leur puissance pendant de nombreuses années. Dans l'ouest Maghnus fait d’incessants efforts pour
affirmer la suprématie des  O'Donnell dans le nord du Connacht, où il contraint  O'Conor Sligo à reconnaître sa suzeraineté
en 1539. En 1542 il se rend en Angleterre en personne avec Conn O'Neill et d'autres chefs irlandais, il devient protestant, et reconnait 
Henri VIII, qui lui promet de faire de lui un comte de Tyrconnell, après avoir refusé la demande d'O'Donnell d'être nommé comte de Sligo, cela dans le cadre de la procédure connue sous le nom  de Renonciation et restitution.
Les dernières année du règne de Maghnus sont troublées par la querelle entre deux de ses fils An Calbhach mac Maghnusa (anglais : Calvagh O'Donnell) et Aodh mac Maghnusa (anglais : Hugh O'Donnell) qui se disputent sa future succession; en 1555 il est emprisonné par  Calvagh, qui le dépose de toute autorité sur le Tyrconnell, et il meurt en  1563. Maghnus O'Donnell, bien qu'étant un « homme féroce », il était célèbre par « son hospitalité et sa générosité envers les pauvres et l'Église ». Il est décrit par les Annales des quatre maîtres comme  un homme érudit, compétent dans de nombreux arts, doté d'un intellect profond et de la connaissance de toutes les sciences De son château de  Portnatrynod près de Strabane il supervisait, s'il ne la dictait pas lui-même, l'écriture de la  Vie de saint Columbkille, en irlandais, dont un exemplaire est conservé  à la  Bodleian Library (Rawlinson B 514) d'Oxford. Il était également un poète  et plusieurs de ses œuvres composées en irlandais ont survécu.

## Unions et Postérité
Manus s'était marié plusieurs fois.
Sa première épouse, Joan O'Reilly, fut la mère de  Calvagh O'Donnell, et de deux filles, mariées toutes deux avec des  O'Neill; la plus jeune, Margarete, fut la femme du célèbre rebelle Shane O'Neill.
Sa seconde épouse, fut Judith, sœur de  Conn Bacach O'Neill, 1er comte de Tyrone, tante de  Shane et mère de  Hugh O'Donnell dont sont issus les comte de Tyrconnel.
Il eut en outre deux autres fils:
- Cathbharr Ó Domhnaill  tánaiste mort en 1582 père de Cathbharr Óg mort en 1609
- Maghnus Óg Ó Domhnaill  mort en 1536 père de Seán

## Sources
- (en) T.W Moody, F.X. Martin, F.J. Byrne A New History of Ireland, Volume IX Maps, Genealogies, Lists. A companion to Irish History part II . Oxford University Press réédition 2011  (ISBN 9780199593064).
- (en) Steven G. Ellis, Ireland in the Age of the Tudors, 1447-1603, Routledge Édition, 1998 (ISBN 978-0-582-01901-0)